# (12818) Tomhanks
(12818) Tomhanks est un astéroïde de la ceinture principale.

## Description
(12818) Tomhanks est un astéroïde de la ceinture principale. Il fut découvert par le programme Spacewatch le 13 avril 1996 à Kitt Peak. Il présente une orbite caractérisée par un demi-grand axe de 2,7384 UA, une excentricité de 0,0600 et une inclinaison de 3,8541° par rapport à l'écliptique.
Il fut nommé en hommage à l'acteur américain Tom Hanks, qui fut entre autres producteur exécutif de la mini-série De la Terre à la Lune, qui mis en scène les expéditions du programme Apollo.

## Compléments